# Вермут
Верму̀т е ароматизирано вино, приготвено от вина, чието характерно ароматизиране е получено чрез задължителното използване на подходящи субстанции, добити по-специално от видовете билки „artemisia“ – пелин. За подслаждане могат да се използват само карамелизирана захар, захароза, гроздова мъст, концентрирана ректифицирана гроздова мъст и концентрирана гроздова мъст.
Ароматизираните вина са познати още от античността. Според легендите първата рецепта за вермут е съставена от Хипократ през 460 г. пр. Хр. Първото промишлено предприятие за производство на вермут е основано от италианеца Антонио Бенедето Карпано в Торино през 1786 г. Първоначално вермути се правят само от бели вина. В наши дни вермути се правят от бели, червени и розови вина.
За ароматизиране се използват голямо количество различни билки, цветове, семена и плодове. Основен компонент на всеки вермут е алпийският пелин – делът му в различните видове вермути достига до 50 % от всички ароматизатори. Освен пелин се използват и бял равнец – 18 – 20 %, мента – 9 – 11 %, канела – около 10 %, кардамон – 7 – 8 %, бъз – 5 – 6 %, индийско орехче – 3 – 5 % и много други. Добавките могат да бъдат десетки в зависимост от рецептата на вермута.
Освен пелина характерната горчивина на вермута придава и кората на хининовото дърво. Цветовете на бъза в съчетание с плодовете на кориандъра и лимоновата кора могат да придадат на вермута силен мускатен тон. Добавянето на розмарин, хвойна и звъника добавят смолисти оттенъци. Във вермута се добавят и малки количества карамфил, а за укрепване на букета – екстракти от ванилия, кардамон и аир.
Общата продължителност на производството на вермут от обработването на билките до бутилирането може да продължи от два месеца до една година.
Вермутите се подразделят в пет групи: Vermouth Secco (dry) – Сух вермут със съдържание на захар не повече от 4 %; Vermouth Bianco – Бял вермут със съдържание на захар от 10 до 15 %; Vermouth Rosso (Sweet) – Червен вермут със съдържание на захар повече от 15 %; Vermouth Rose – Розов вермут със съдържание на захар между бял и червен; и Vermouth Bitter – Горчив вермут, който се отнася към битер вината.
Класически са италианските и френските вермути. Основни производители на вермут са: в Италия – Мартини (Bacardi-Martini), Кампари (Campari), Карпано (Carpano), Чинцано (Cinzano), Барберо (Barbero), Рикадона (Ricadonna), Гран Торино (Gran Torino); във Франция – Lillet, Noilly Prat, Bussot, в Испания – Delasy.
Освен в Италия, Франция и Испания вермути се произвеждат и в САЩ, Аржентина, Германия, Нидерландия, Чехия, България, Румъния, Унгария, Молдова, Русия и в др. страни.